# Tōsenkyō

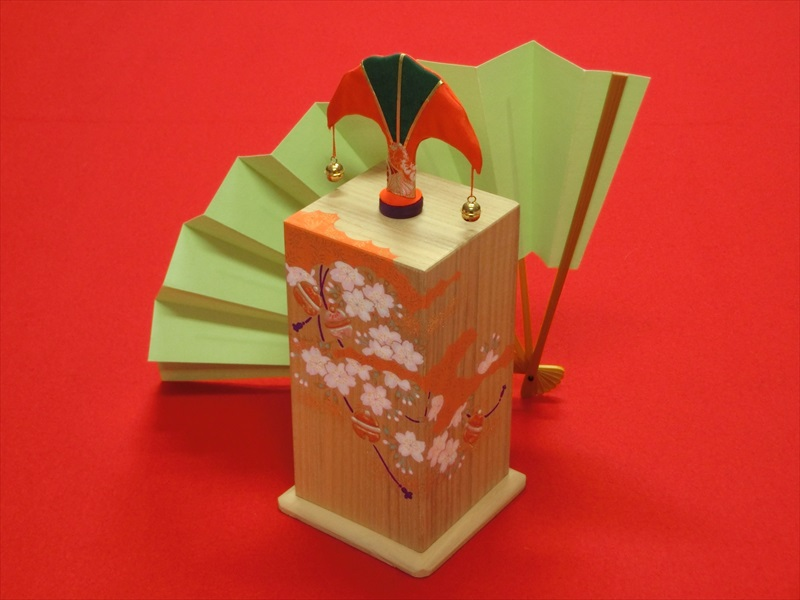
Os três objetos usados no jogo.

Tōsenkyō (em japonês: 投扇興) é um jogo competitivo tradicional japonês. Dois oponentes disputam arremessando leques dobráveis (扇, ōgi)  em um alvo com o objetivo de derrubá-lo. O alvo consiste em uma peça chamada chō (蝶, "borboleta"), disposta sobre uma caixa feita de madeira de paulóvnia, o makura (枕, "travesseiro"). A pontuação de cada jogador é contada conforme a posição final do leque, do chō e do makura, a cada rodada e cada posição possui um nome que remete ou ao Genji Monogatari, ou ao Ogura Hyakunin Isshu.

## Origem
O jogo teve sua origem em Quioto, por volta da metade da Era Edo, no chamado período An'ei, em 1773. Embora já existisse um jogo de princípios semelhantes chamado tōko (投壺, em chinês: touhu) importado da China, suas regras e seu modo de jogar eram muito mais complexos, o que dificultava sua abrangência. Dessa forma, por ser uma brincadeira pensada para ter regras simples e pouco esforço físico, podendo ser jogado por crianças e mulheres, o tōsenkyō se popularizou entre a população comum.
Entretanto, por também ser usado para apostar dinheiro, o governo do xogunato chegou a proibi-lo diversas vezes. Além disso, após o início da Era Meiji, por influência dos esforços de ocidentalização do Japão, o tōsenkyō sofreu um declínio de popularidade.
No pós-guerra da Segunda Guerra Mundial, o jogo entrou em um período de revitalização, e hoje em dia diversas sociedades, grandes e pequenas, promovem eventos de tōsenkyō com base em regras e formalidades variadas. E devido à sua frequente aparição nos meios de comunicação de massa, o grau de familiaridade dos japoneses com o jogo também tem aumentado.

## Objetos do jogo

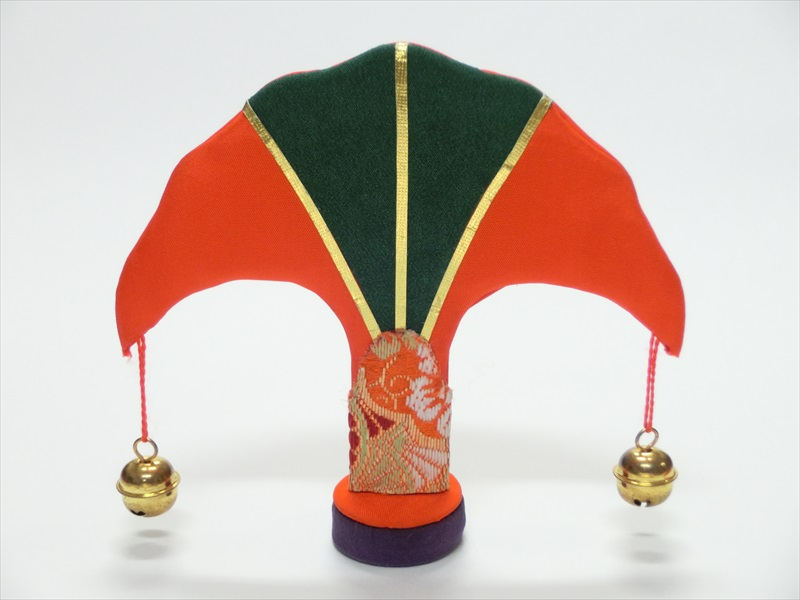
Chō (alvo).
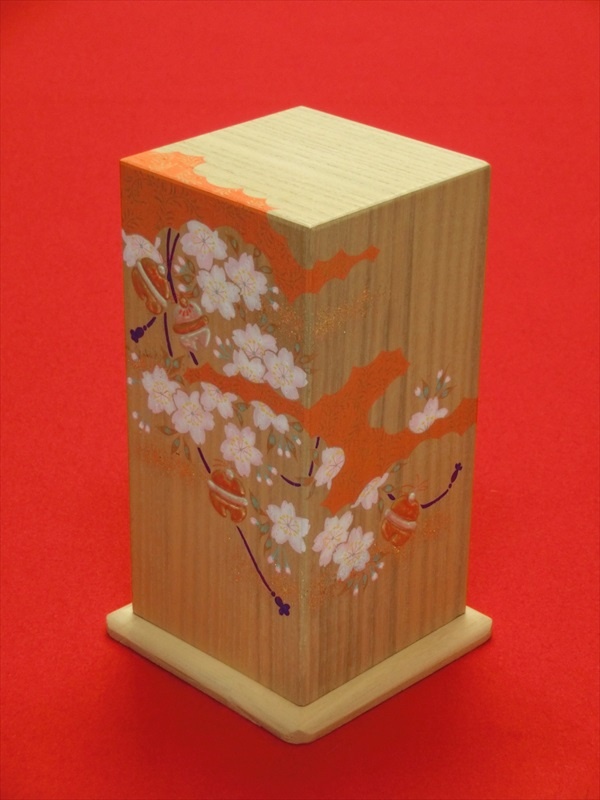
Makura (plataforma).
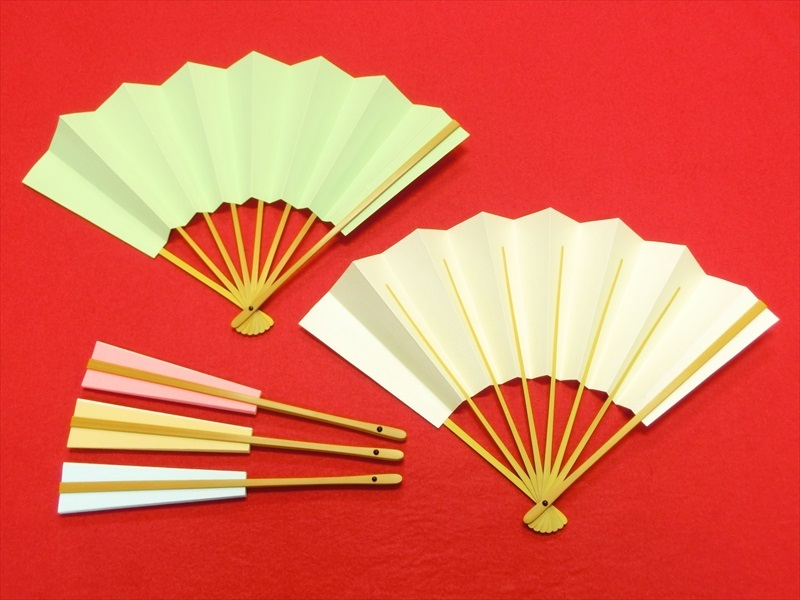
Leques usados no tōsenkyō.

### Chō
O alvo dos jogadores. O tipo mais popular possui o formato de uma folha de ginkgo, é coberto com tecido e possui um guizo em cada extremidade. Na sua base são utilizadas várias moedas de 5 ienes como peso. Seu tamanho varia de sociedade para sociedade, mas o padrão é de 9x9cm.
Além disso, pode ser confeccionado em madeira ou feito embrulhando-se pequenas moedas com papel washi, de modo que, nesse caso, o alvo recebe o nome de hana (花, "flor").

### Makura
A plataforma onde se posiciona o alvo. Geralmente é usada madeira de kiri ou paulóvnia para confeccioná-la. Há modelos adornados com pinturas e palavras escritas à mão, ou estampas afixadas com a técnica Yūzen. Seu tamanho também varia conforme o estilo promovido por cada organização, mas o modelo padrão possui as medidas de 17,5 centímetros de altura por 9 de largura e 9 de profundidade.

### Leques
Há diversos modelos de leques dobráveis para uso exclusivo no tōsenkyō.
Leques usados por sociedades como a Kisen, ou os célebres leques artesanais da Miyawakibaisen'an, quando fechados, possuem um comprimentos de cerca de 25 centímetros, e quando abertos uma largura de aproximadamente 40 centímetros, sendo usadas 8 hastes de madeira para a estrutura. Para que esses leques possam planar com mais facilidade, eles são feitos para serem mais leves, tanto pelo peso do papel utilizado como pela fina espessura da madeira das hastes.
Por outro lado, sociedades como a Towa e a Misen utilizam leques de 10 e até mesmo de 12 hastes em sua estrutura.

## Estilos e sociedades detōsenkyō
Os quatro estilos mais famosos de jogar são o Kisen (其扇流, Kisen-ryū), o Misen (御扇流, Misen-ryū), o Miyako'on (都御流, Miyako'on-ryū) e o Towa (戸羽流, Towa-ryū, promovidos por suas respectivas organizações. Ainda além dessas, há outras dezenas de sociedades de menor porte com seus próprios estilos.

## Regras e modo de jogar
As regras podem variar conforme o estilo ou a organização envolvida, mas geralmente o alvo é colocado no centro de um tapete vermelho em cujas extremidades os dois jogadores se sentam, ficando um de frente para o outro. Eles jogam alternadamente um mínimo de 10 vezes, e aquele que somar a pontuação mais alta é o vencedor.
A distância para o arremesso dos leques é de 0,9 a 1,8 metro. Em estilos em que os participantes se sentam mais próximos ao alvo, há normalmente restrições quanto a se inclinar para a frente, por exemplo.

## Posições dos objetos e pontuação
Conforme o formato em que os três elementos, o leque, o chō e o makura, se apresentam, considera-se que há uma posição, chamada originalmente de mei (銘, lit. "inscrição"). Cada posição possui um nome associado a um dos 54 capítulos de Genji Monogatari, ou ao Hyakunin Isshu, ou a elementos ligados a região, entre outras possibilidades.
Conforme o estilo de jogo, as definições e a contagem de pontos de cada posição podem variar consideravelmente. De um modo geral, a pontuação de posições em que o makura é derrubado é baixa (podendo gerar pontos negativos), enquanto formatos considerados bonitos por algum detalhe menor ou formatos difíceis de se conseguir rendem pontuação mais alta.
Algumas sociedades como a Kisen costumam não divulgar externamente sua tabela de pontuação, enquanto outras como a Yūgiri-no-kai, a Nihon Tōsenkyō Renmei e a Bisen divulgam-nas em seus próprios sites oficiais em formato de PDF.

### Sistema de pontuação da Miyawakibaisen'an
O sistema de pontuação adotado pela Miyawakibaisen'an é baseado nos 54 capítulos de Genji Monogatari.
Essa contagem de pontos foi adotada por volta da Era Taishō, no início do século XX, quando o estabelecimento começou a vender os acessórios do jogo, e continua sendo usada e divulgada nos dias de hoje.
Além disso, atualmente esse sistema não só é o adotado pelo estilo Miyako-on, como também serve de base para explicações e modificações de outras sociedades e estilos de jogo, como o estilo Kisen e as organizações Yūgiri-no-kai e Kagurazaka Tōsenkyō no Kai.
De maneira geral, as referidas posições tem seus nomes e pontuações conforme indicado a seguir, omitindo-se exceções.

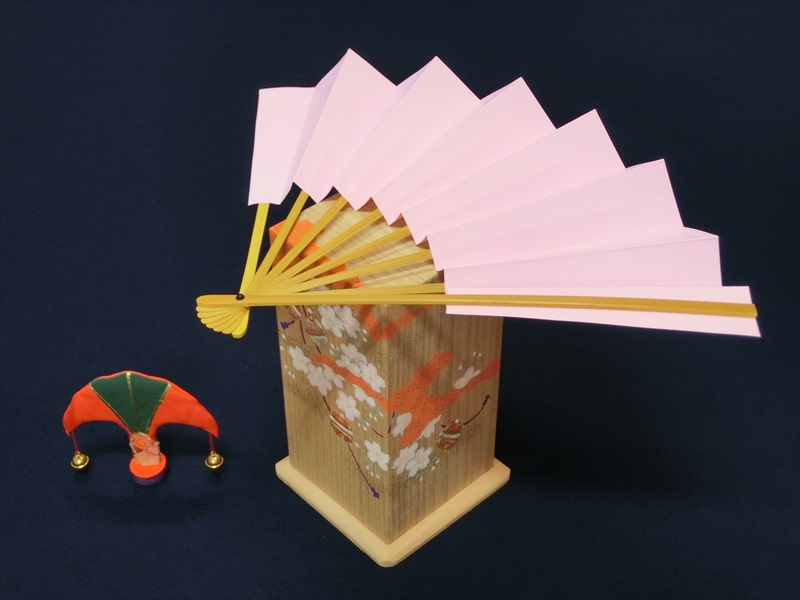
Kiritsubo (75 pontos)
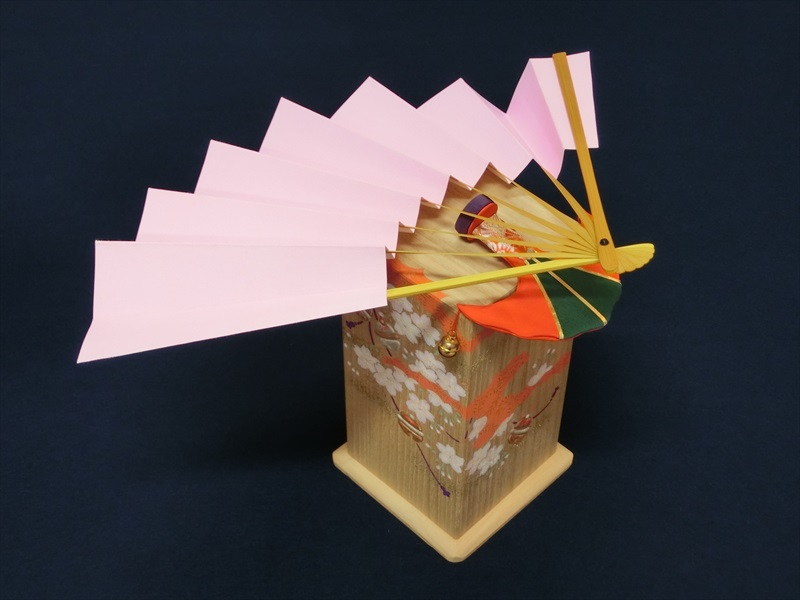
Hahakigi (80 pontos)
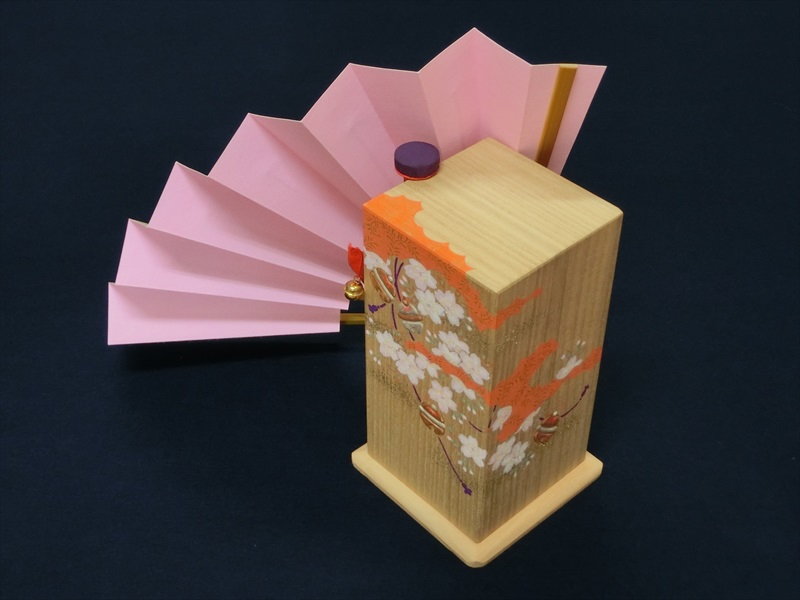
Utsusemi (15 pontos)
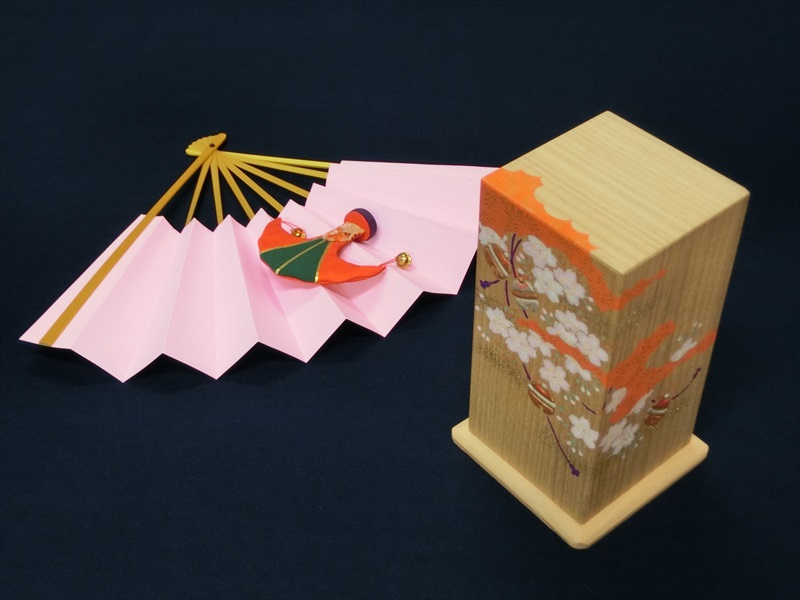
Yūgao (8 pontos)
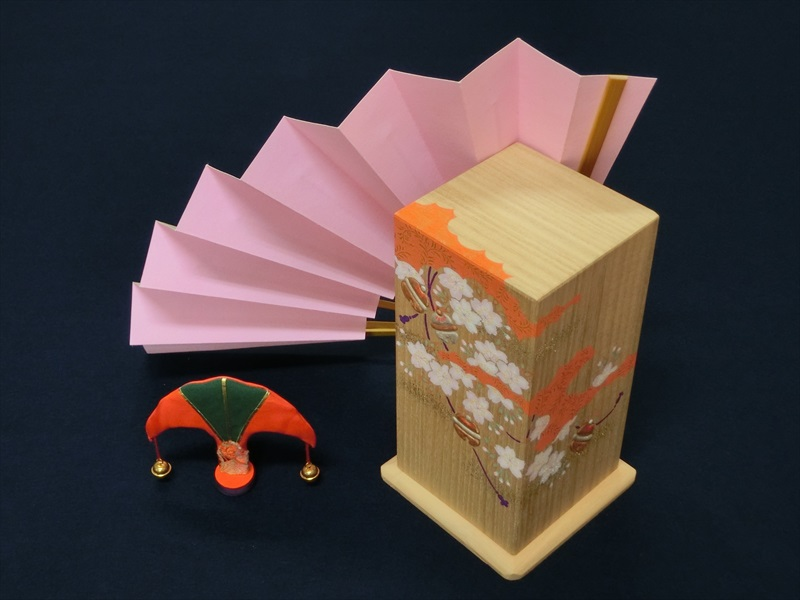
Wakamurasaki (10 pontos)
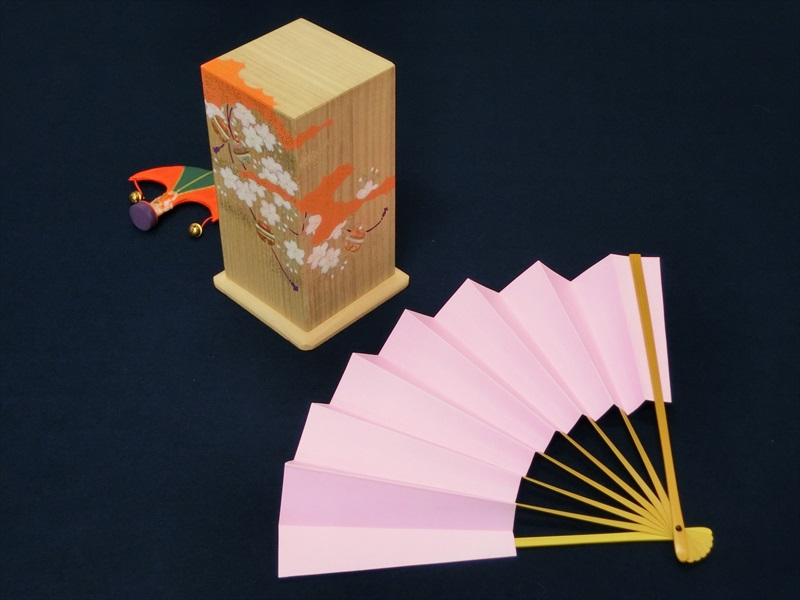
Suetsumuhana (2 pontos)
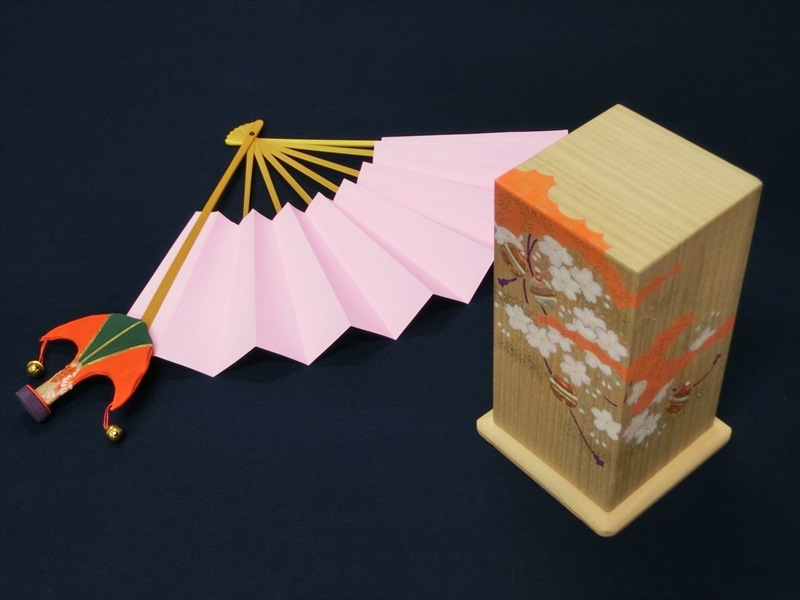
Momiji no ga (4 pontos)
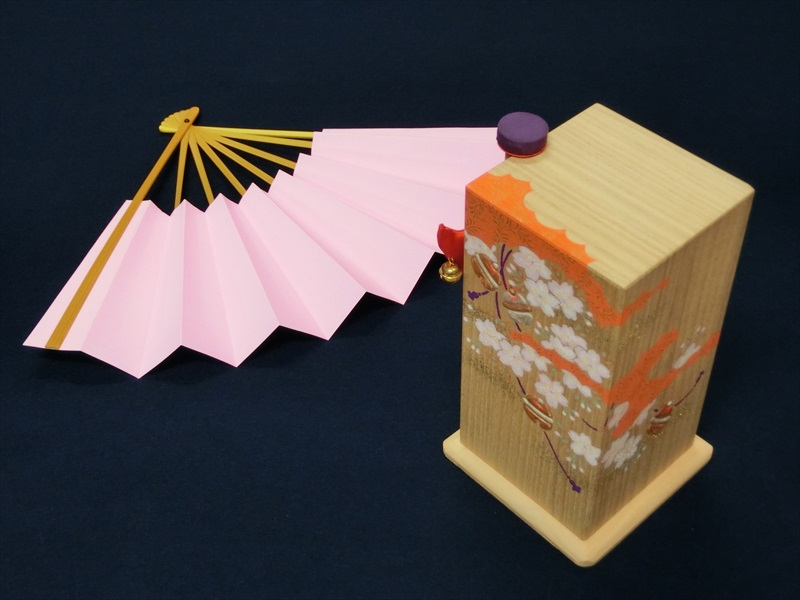
Hana no en (5 pontos)
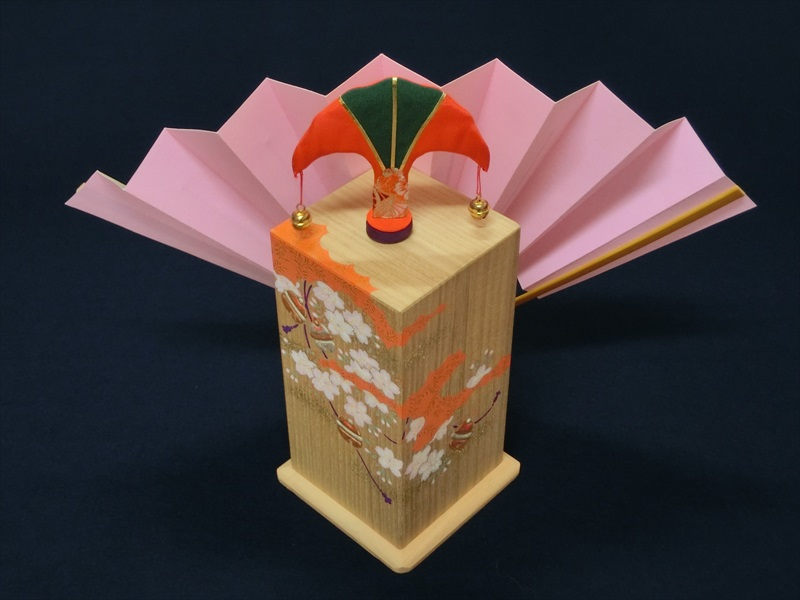
Aoi (5 pontos)
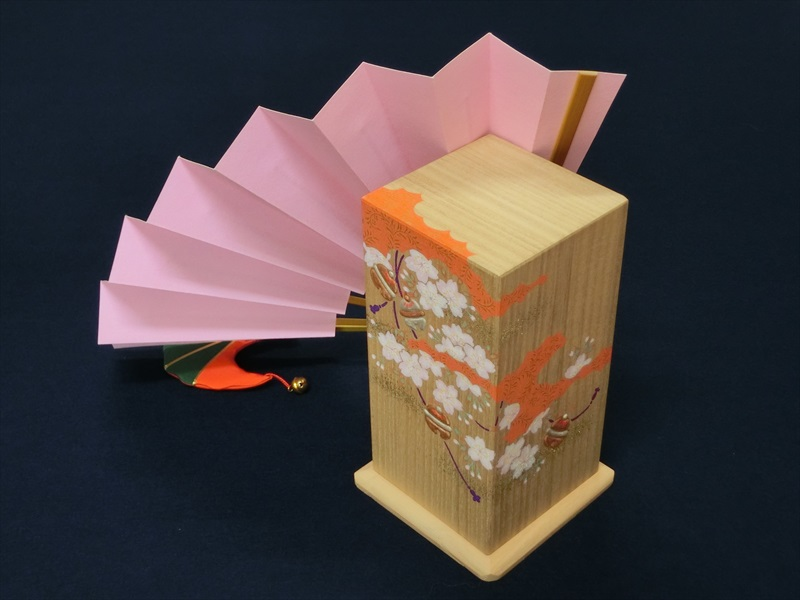
Sakaki (7 pontos)
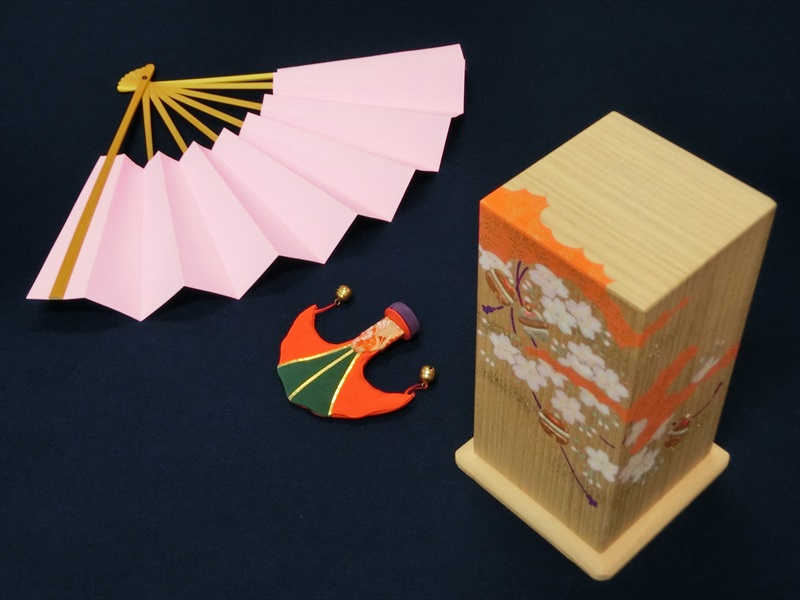
Hanachirusato (0 pontos)
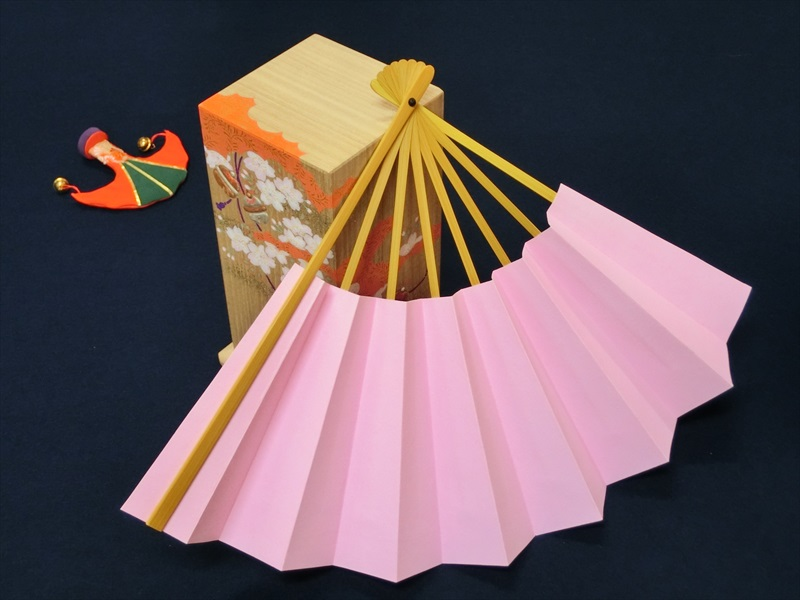
Suma (10 pontos)
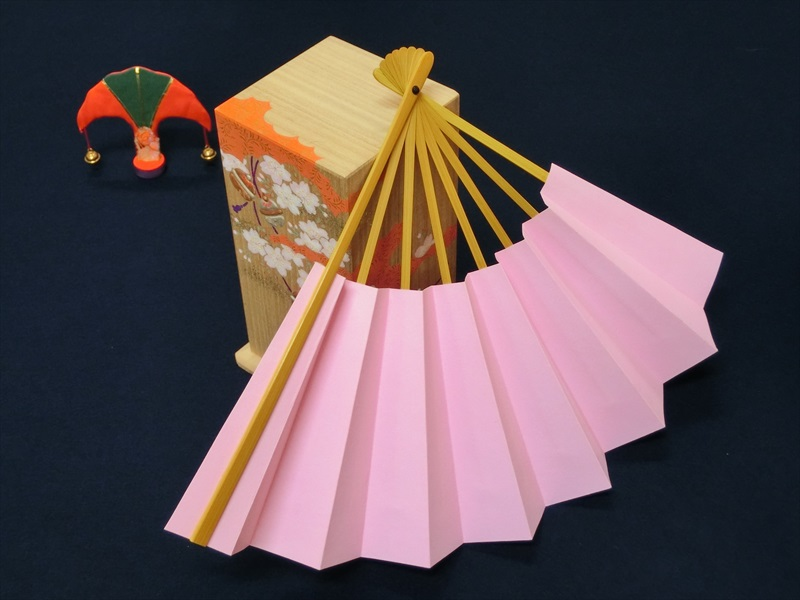
Akashi (20 pontos)
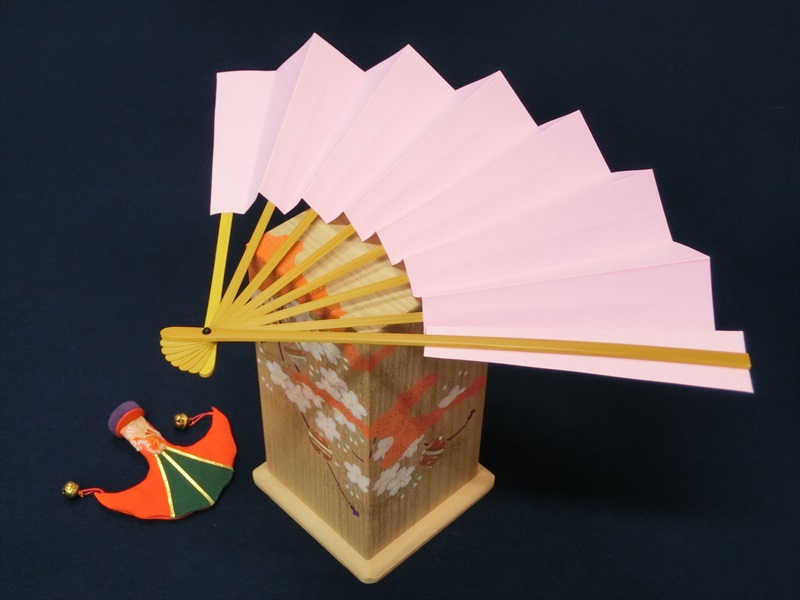
Miotsukushi (55 pontos)
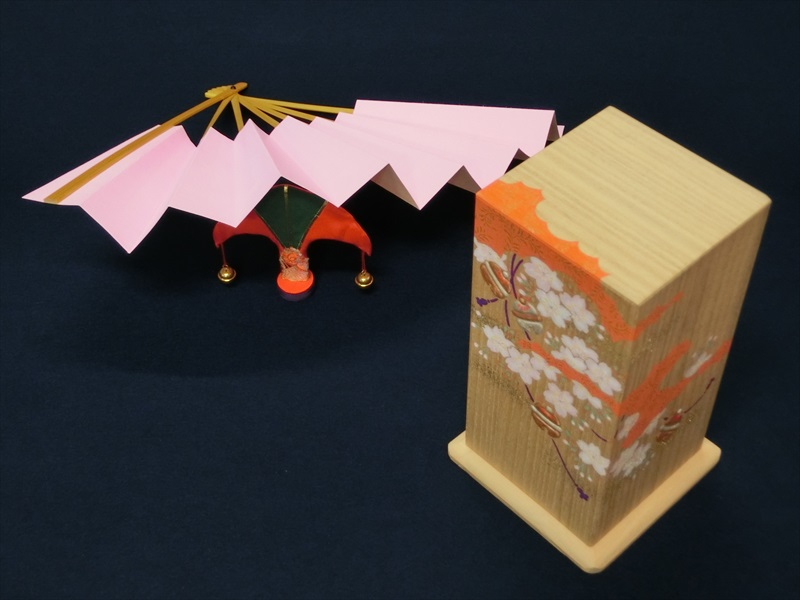
Yomogiu (35 pontos)
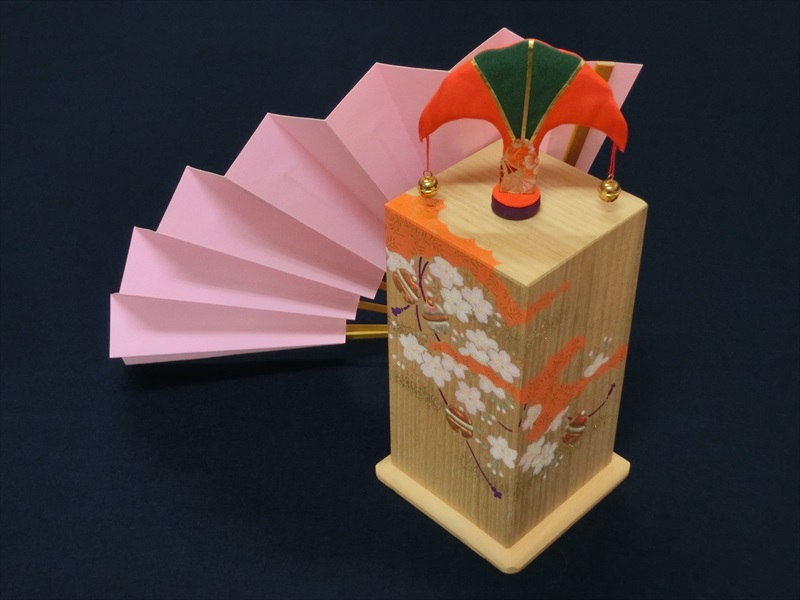
Sekiya (1 ponto)
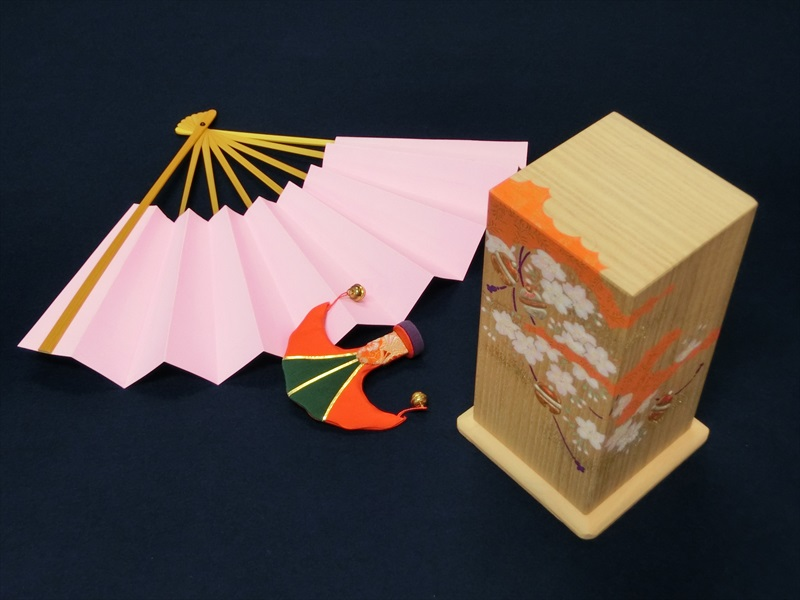
Eawase (3 pontos)
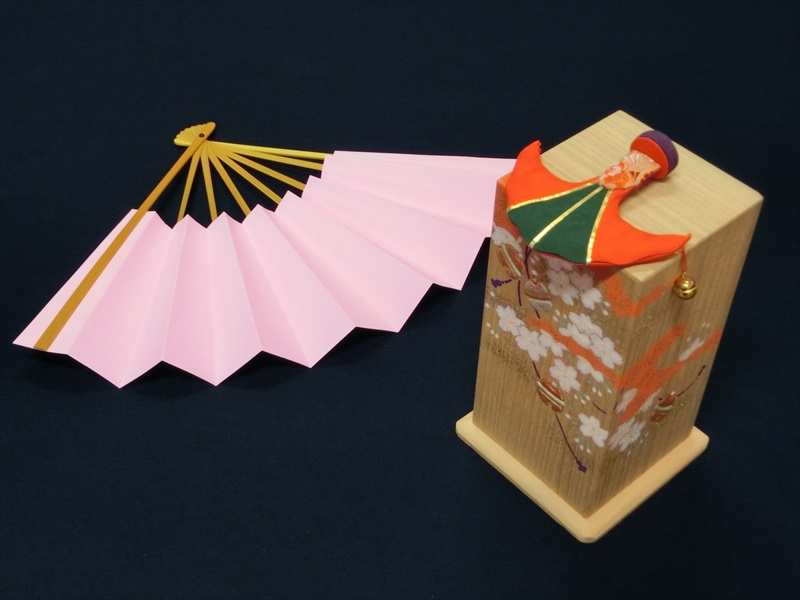
Matsukaze (4 pontos)
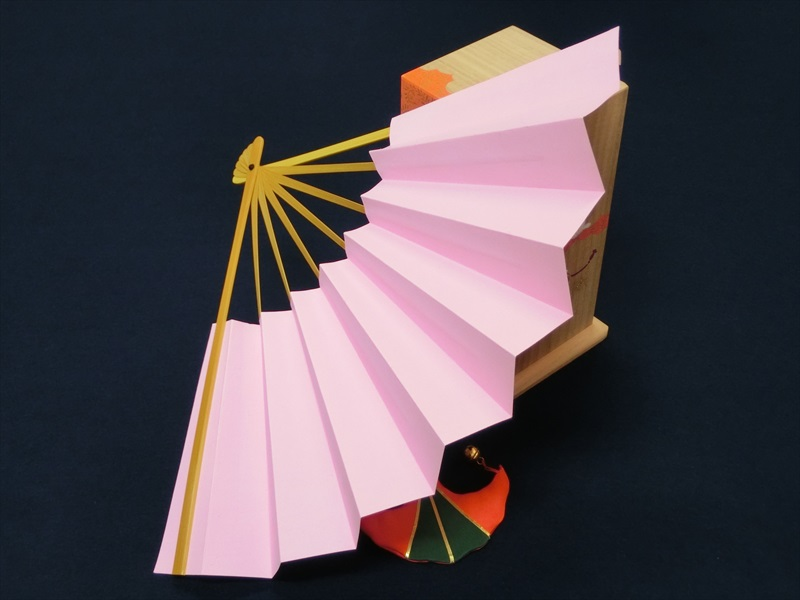
Usugumo (2 pontos)
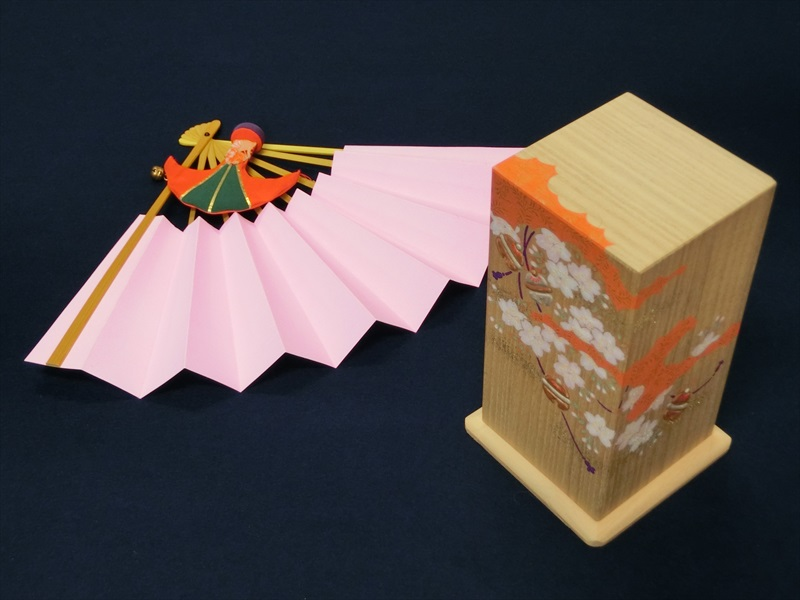
Asagao (8 pontos)
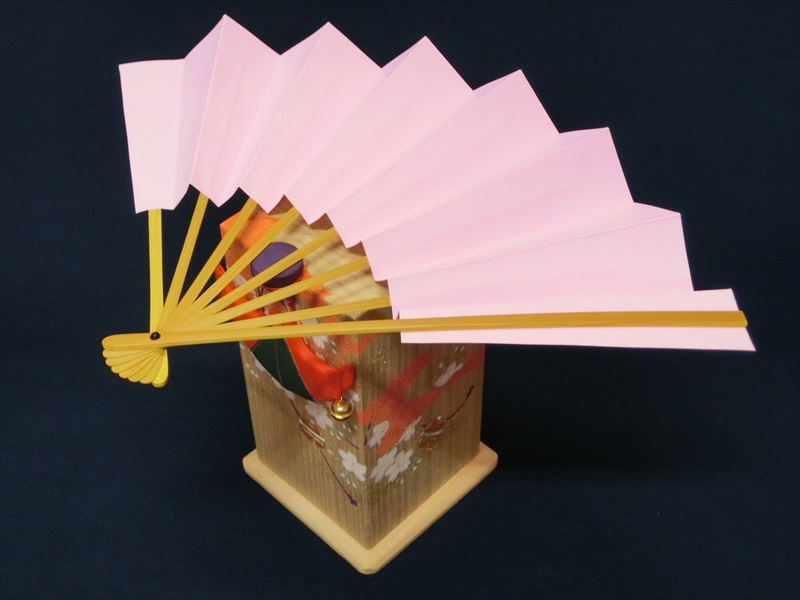
Otome (65 pontos)
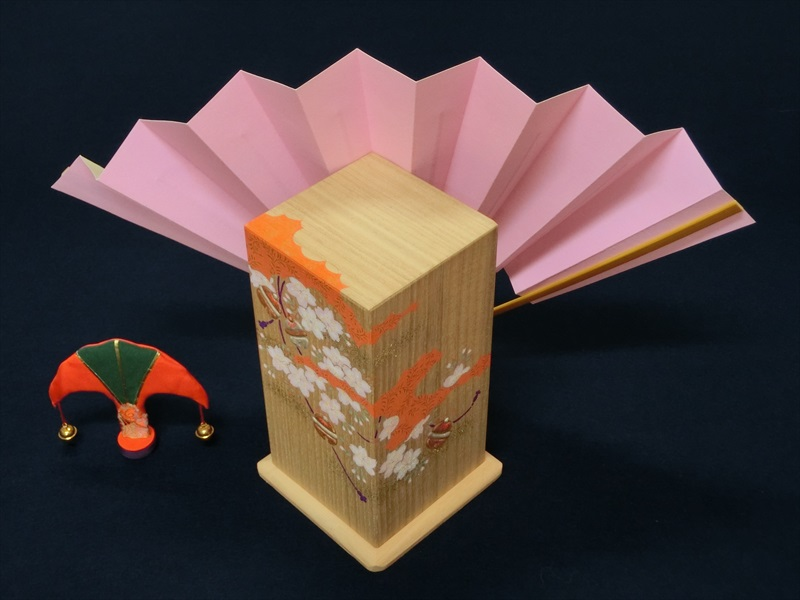
Tamakazura (25 pontos)
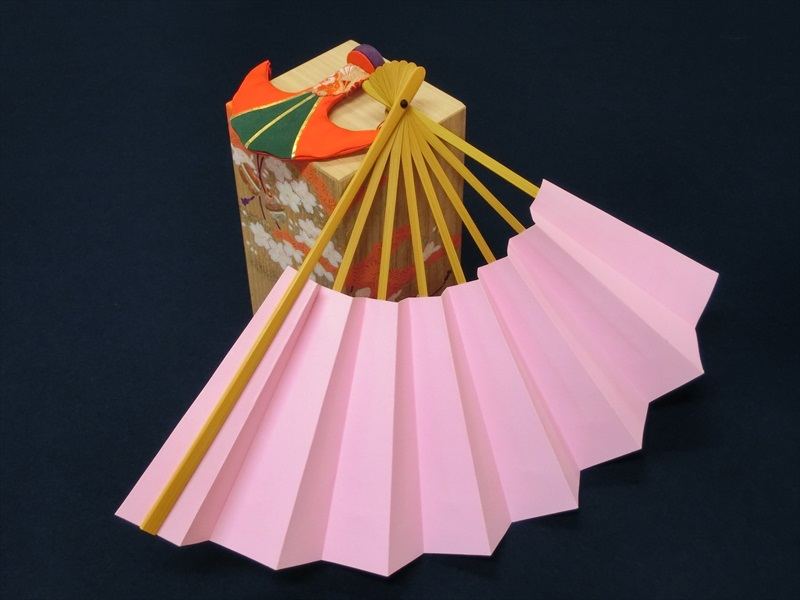
Hatsune (15 pontos)
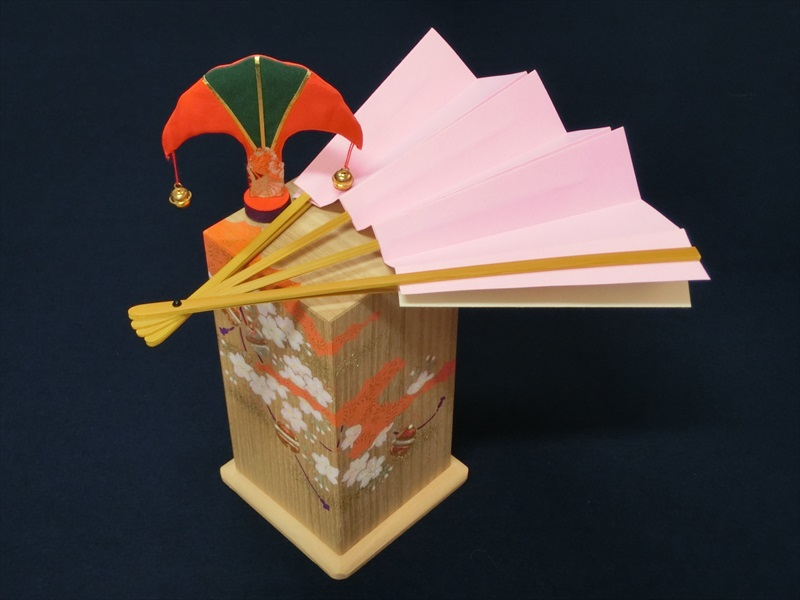
Kochō (85 pontos)
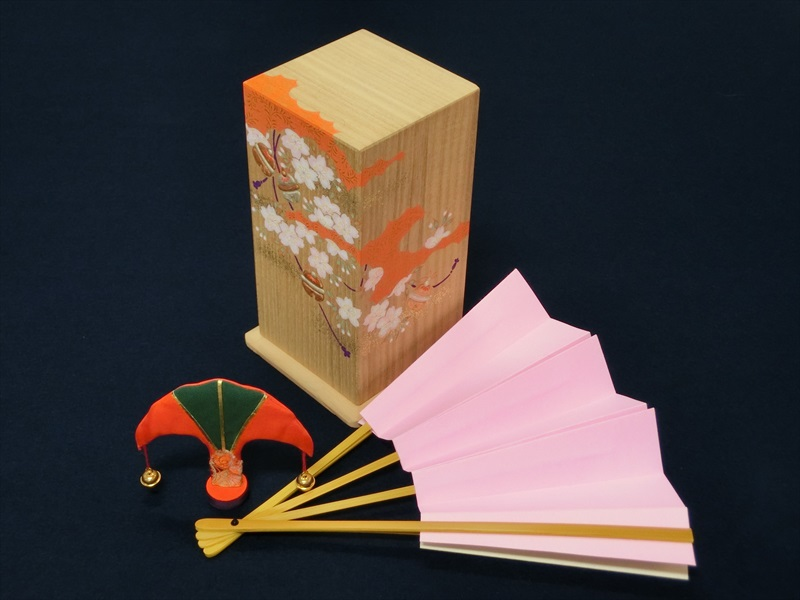
Hotaru (5 pontos)
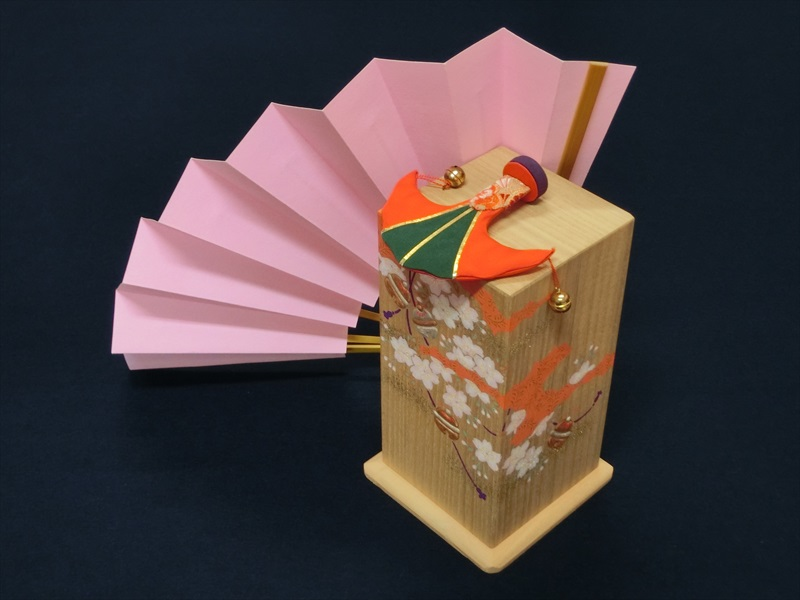
Tokonatsu (5 pontos)
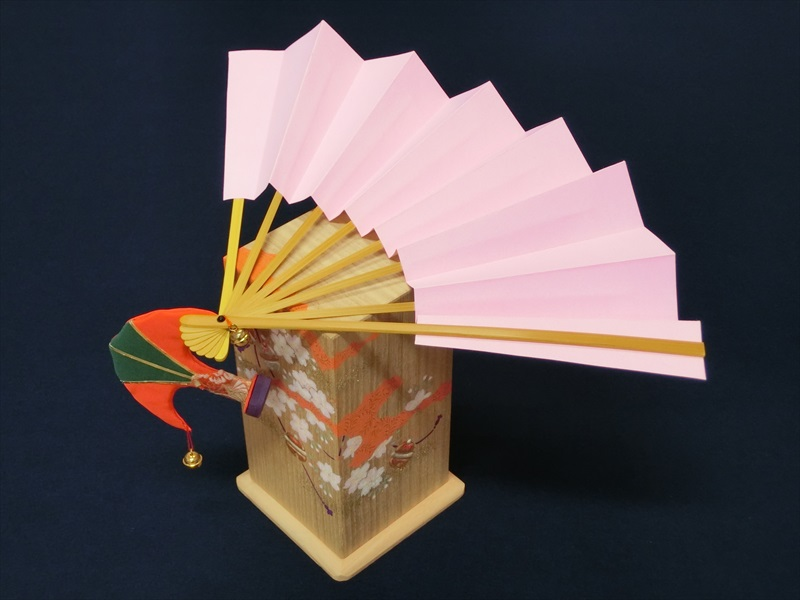
Kagaribi (90 pontos)
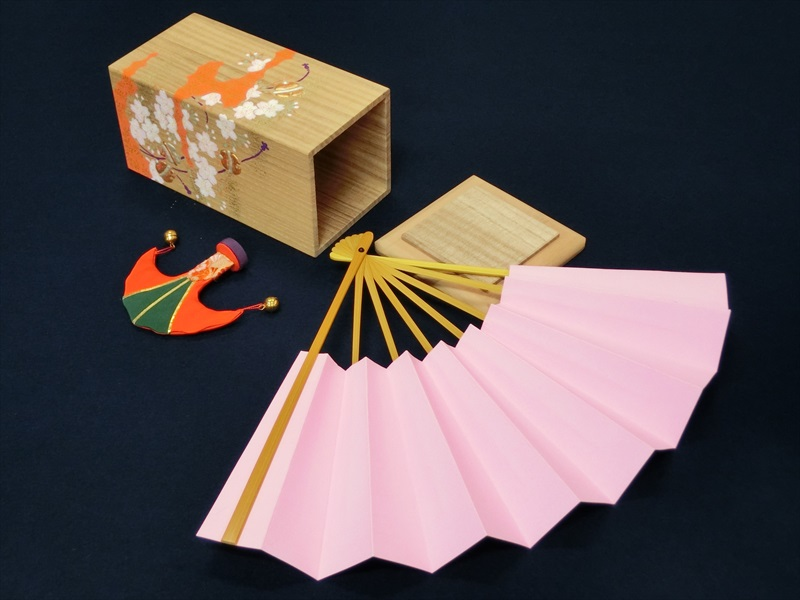
Nowaki (-30 pontos)
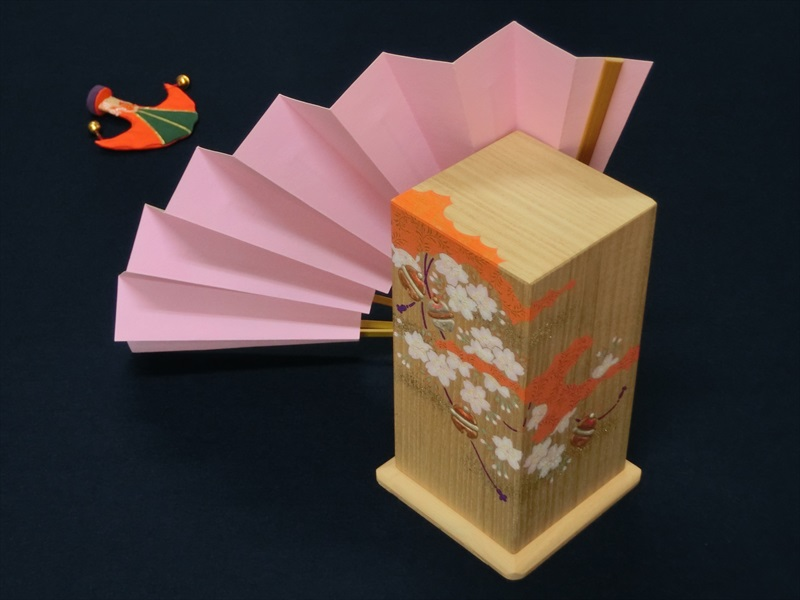
Miyuki (3 pontos)
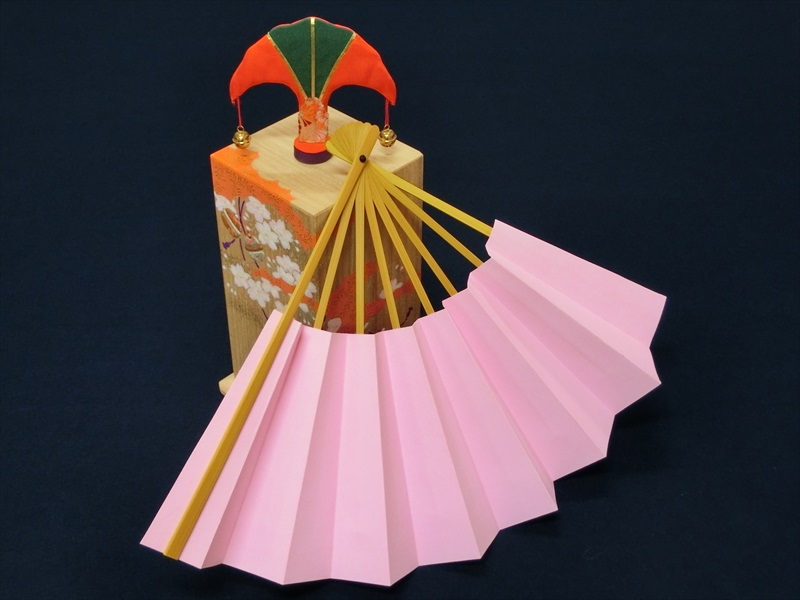
Fujibakama (5 pontos)
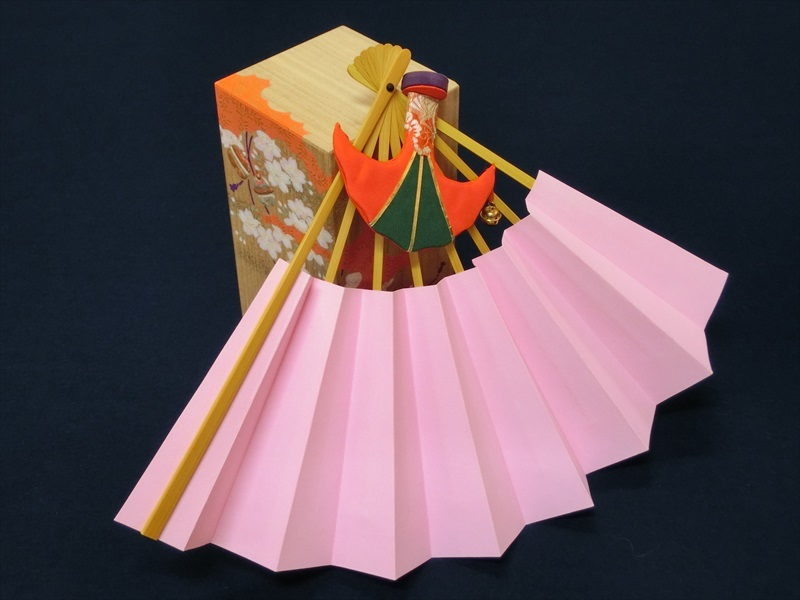
Makibashira (30 pontos)
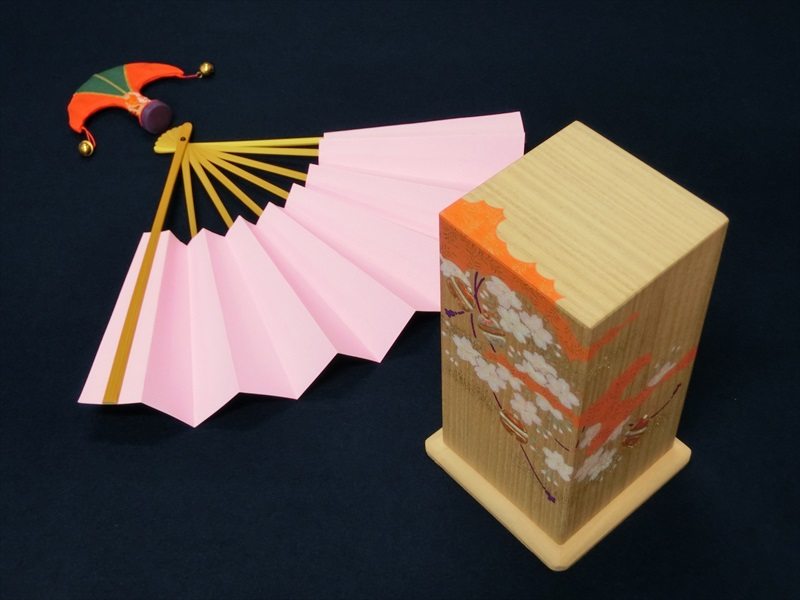
Umegae (4 pontos)
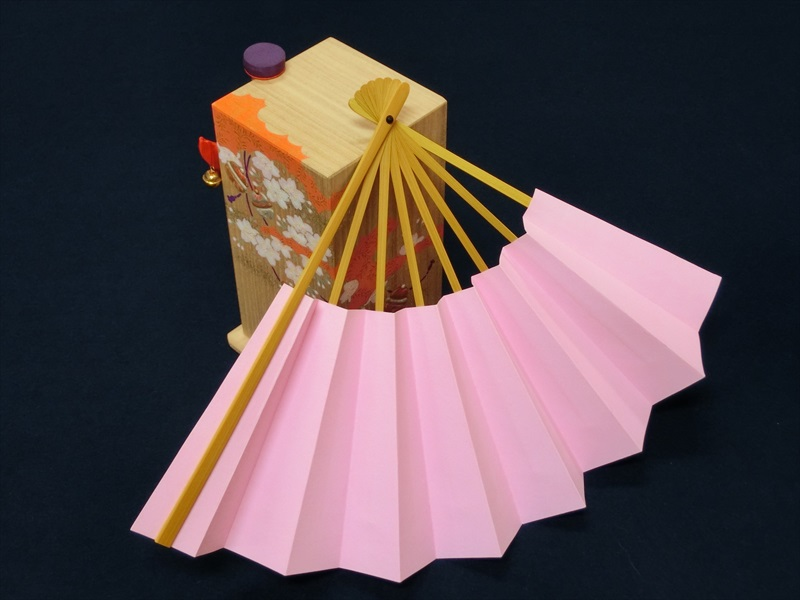
Fuji no uraba (45 pontos)
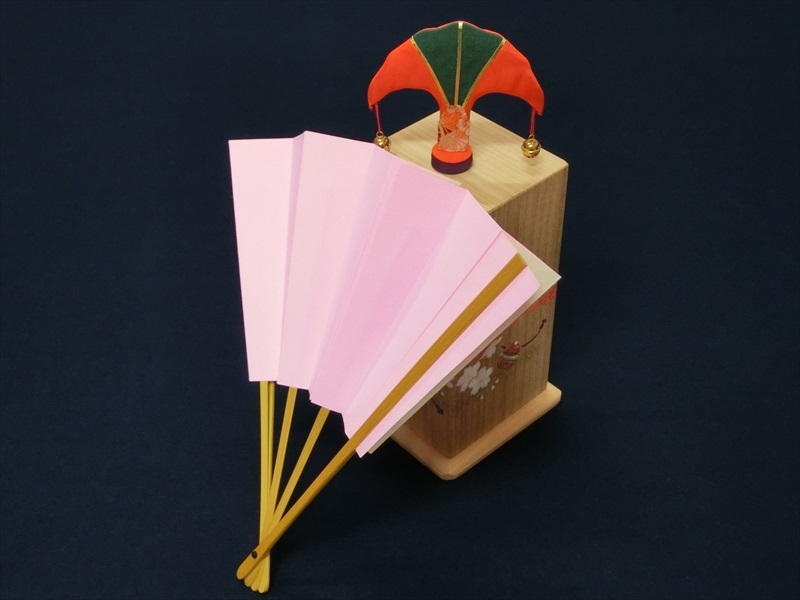
Wakana-jō (2 pontos)
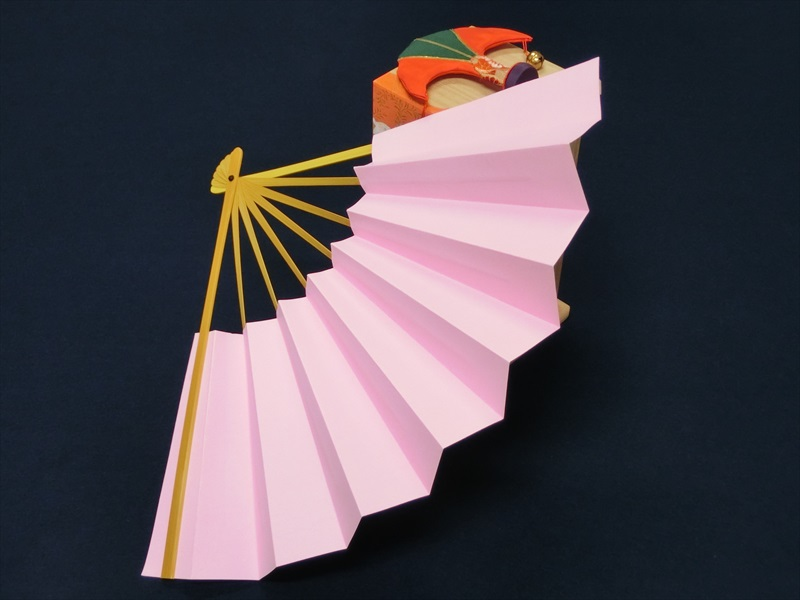
Wakana-ge (7 pontos)
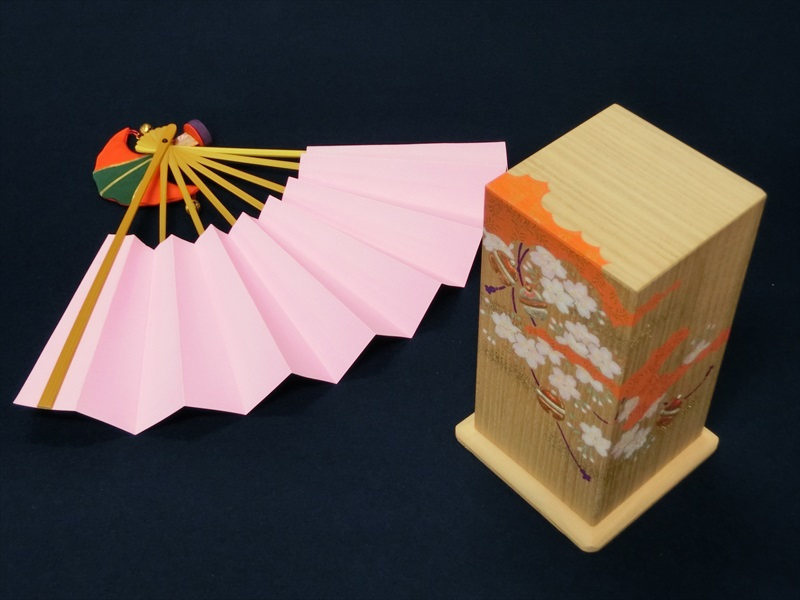
Kashiwagi (5 pontos)
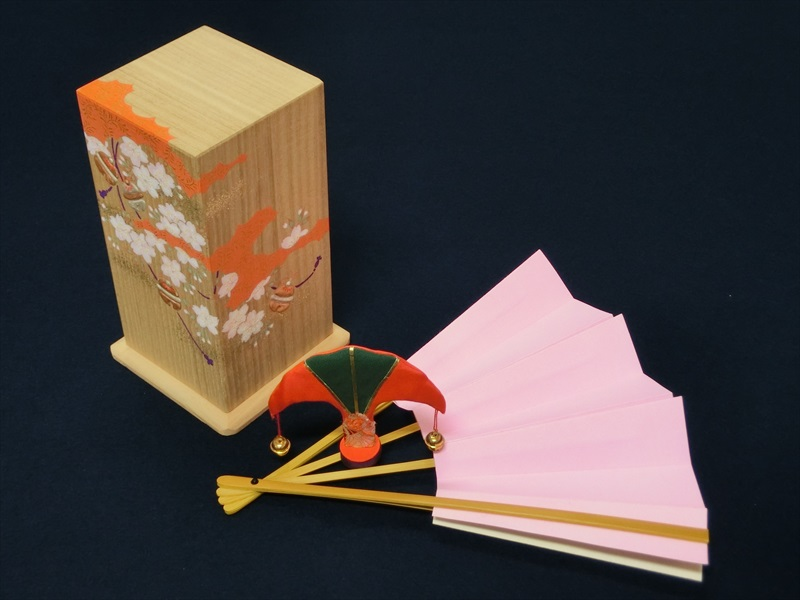
Yokobue (55 pontos)
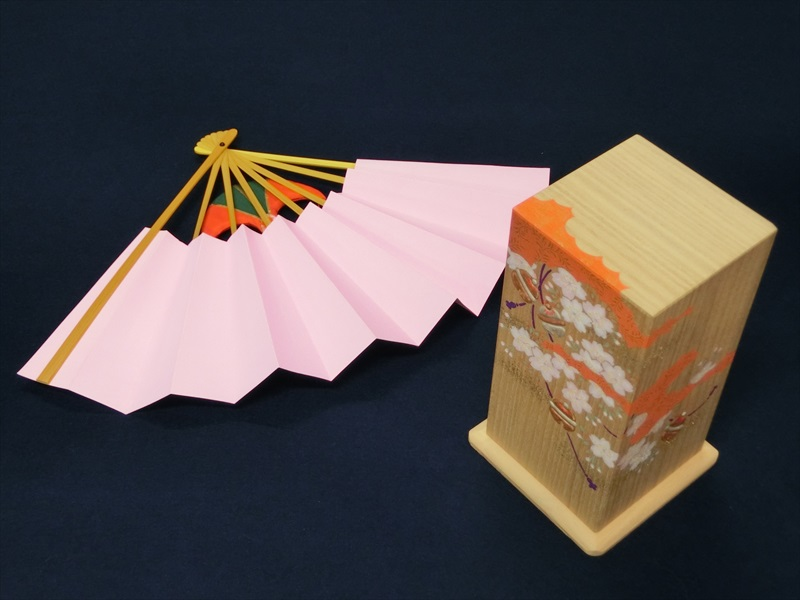
Suzumushi (8 pontos)
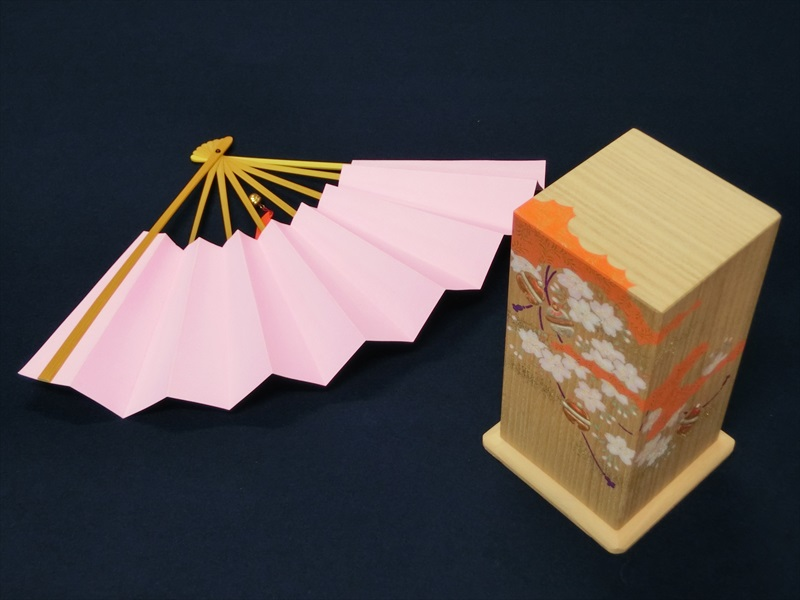
Yūgiri (8 pontos)
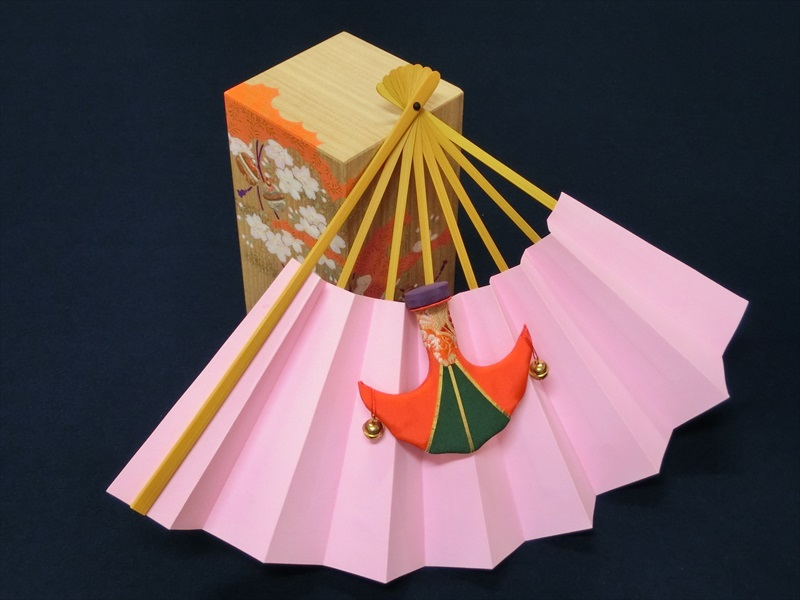
Minori (95 pontos)
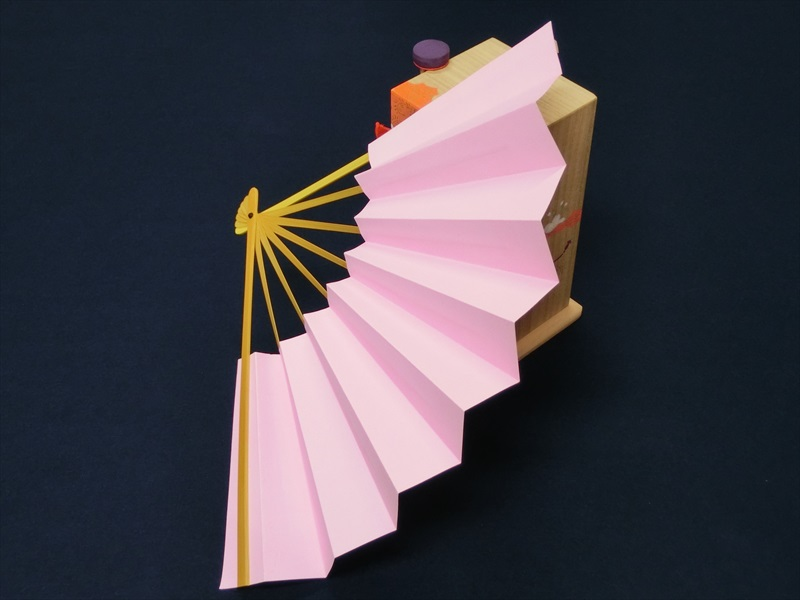
Maboroshi (25 pontos)
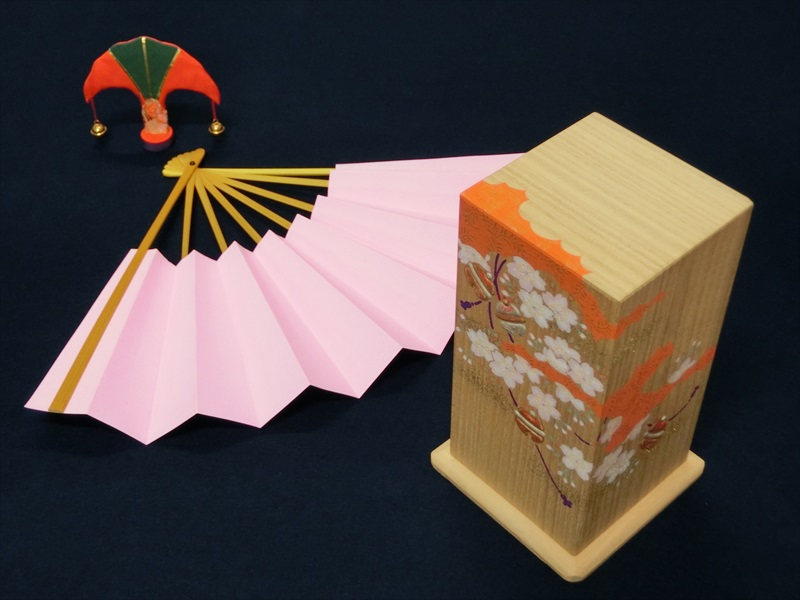
Niou no miya (5 pontos)
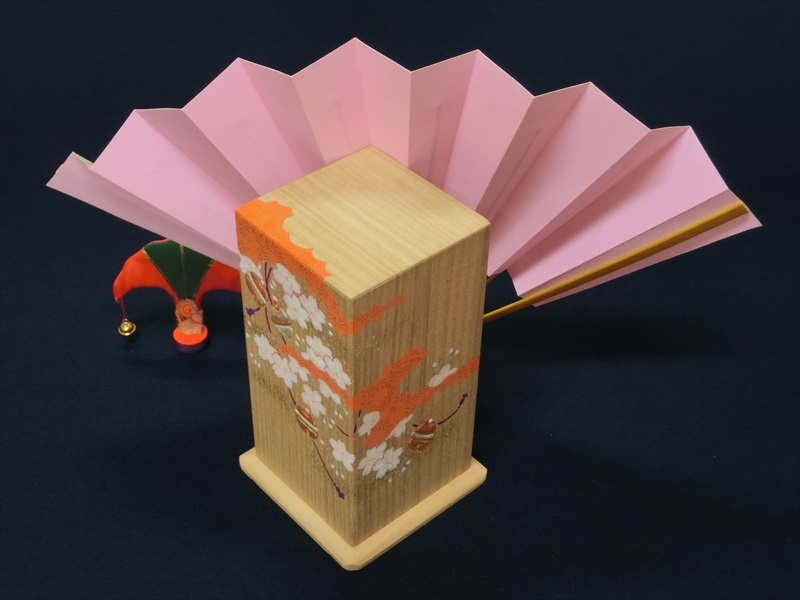
Kōbai (60 pontos)
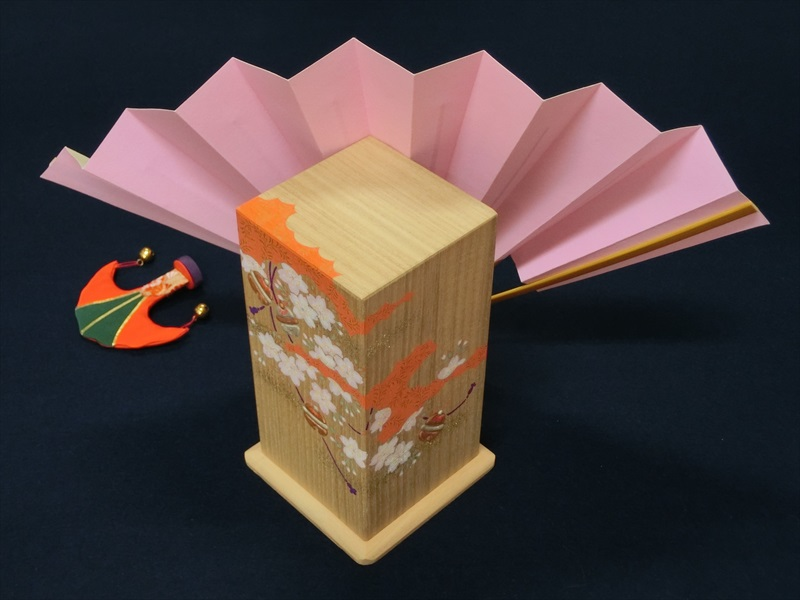
Takekawa (15 pontos)
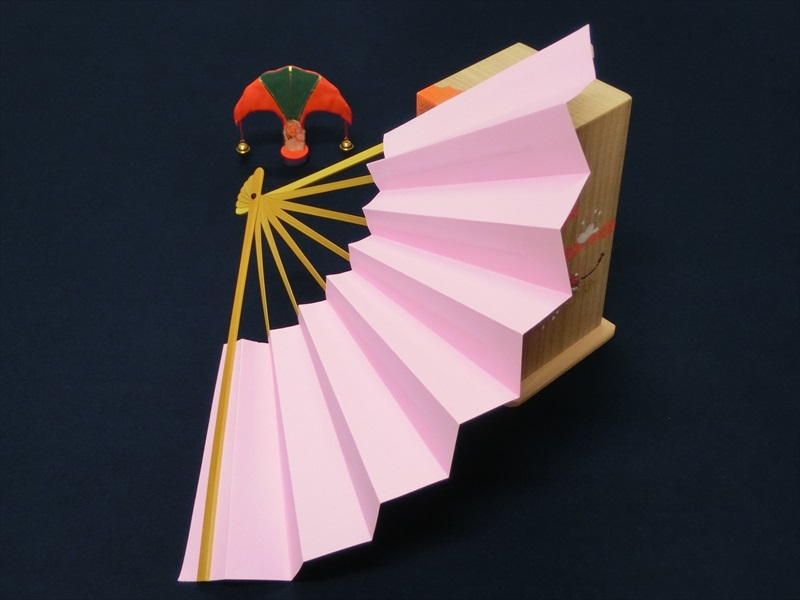
Hashihime (30 pontos)
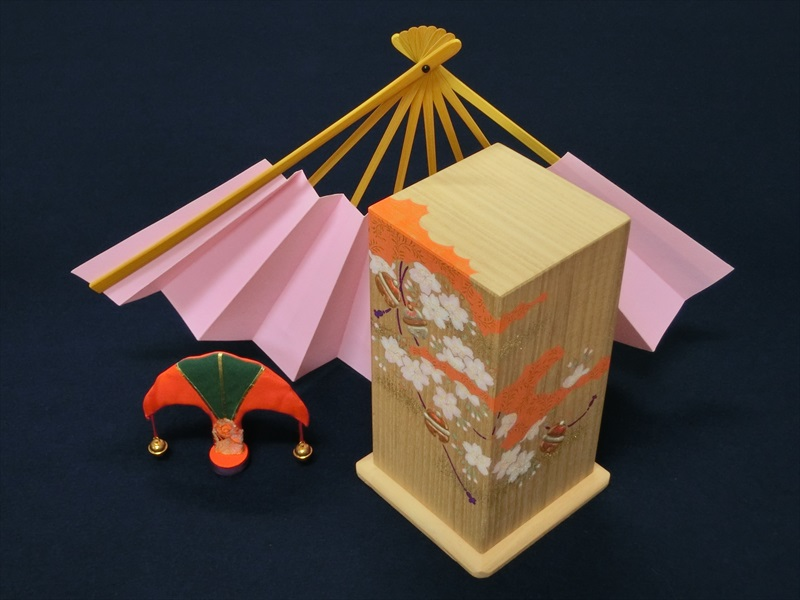
Shiigamoto (25 pontos)
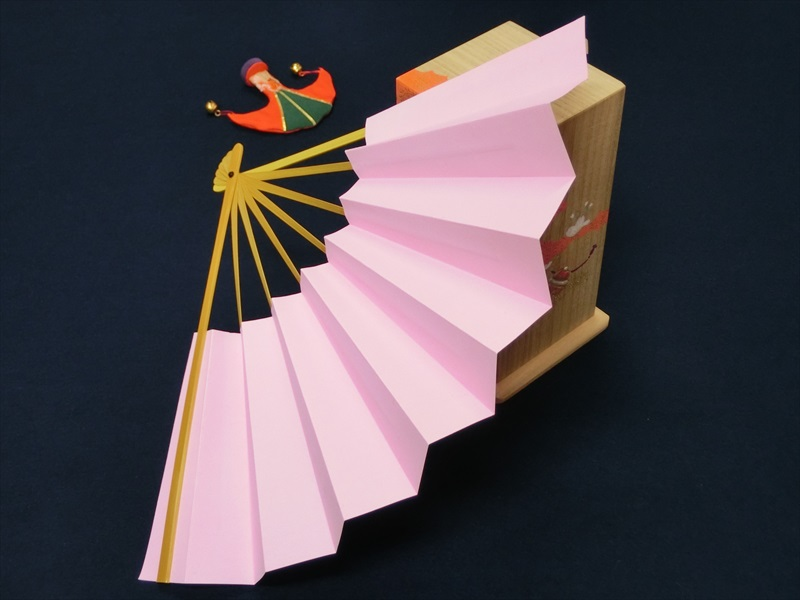
Agemaki (10 pontos)
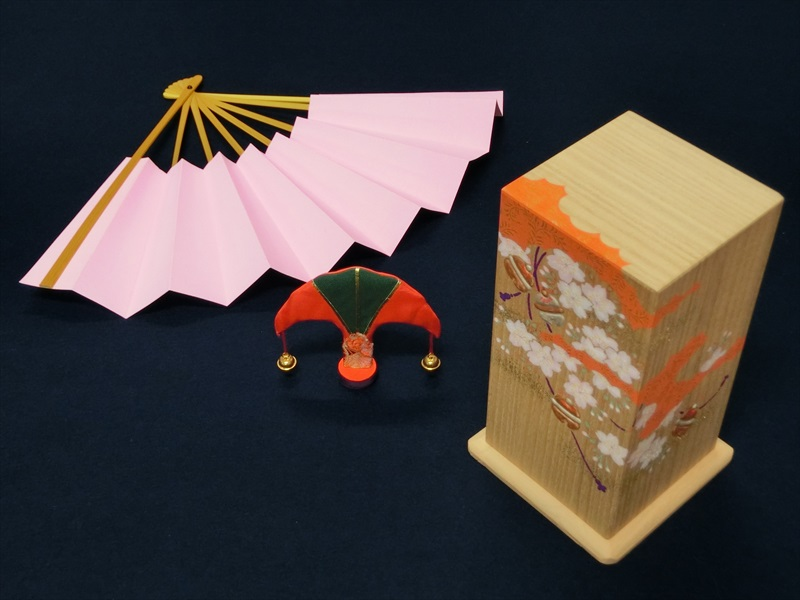
Sawarabi (4 pontos)
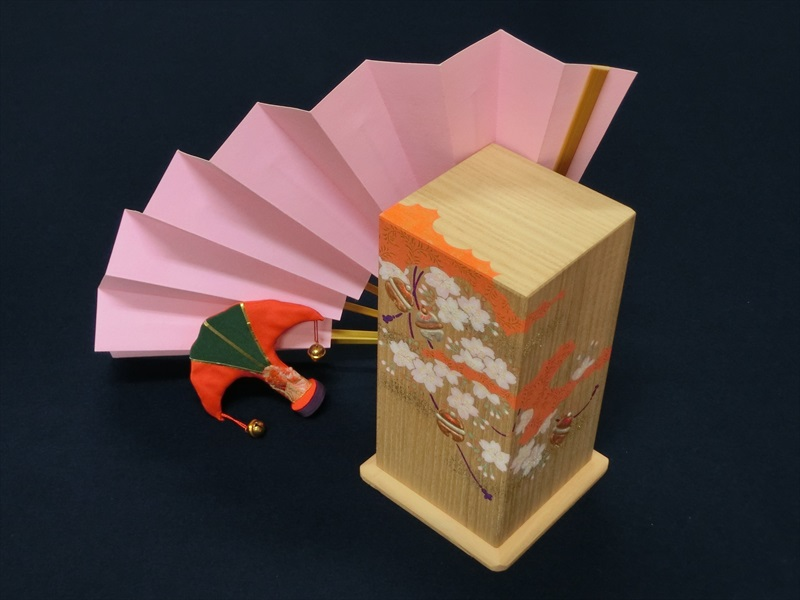
Yadorigi (8 pontos)
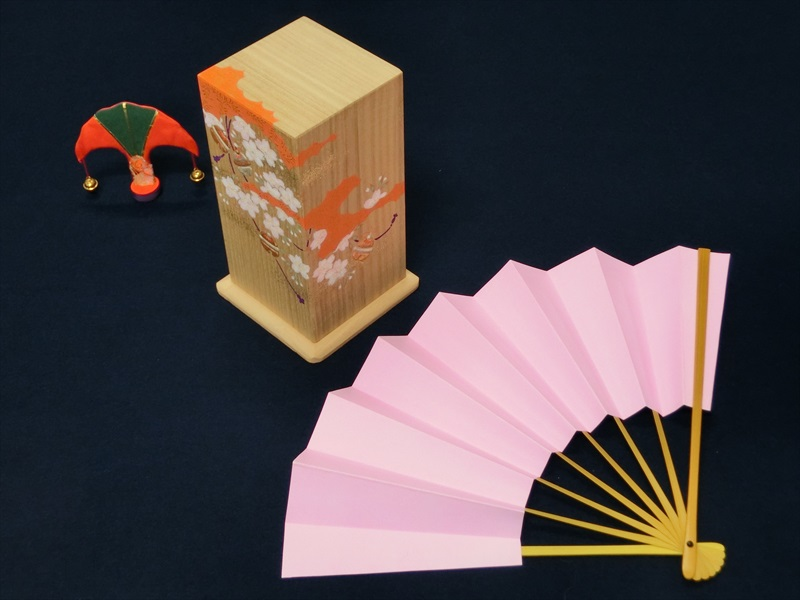
Azumaya (5 pontos)
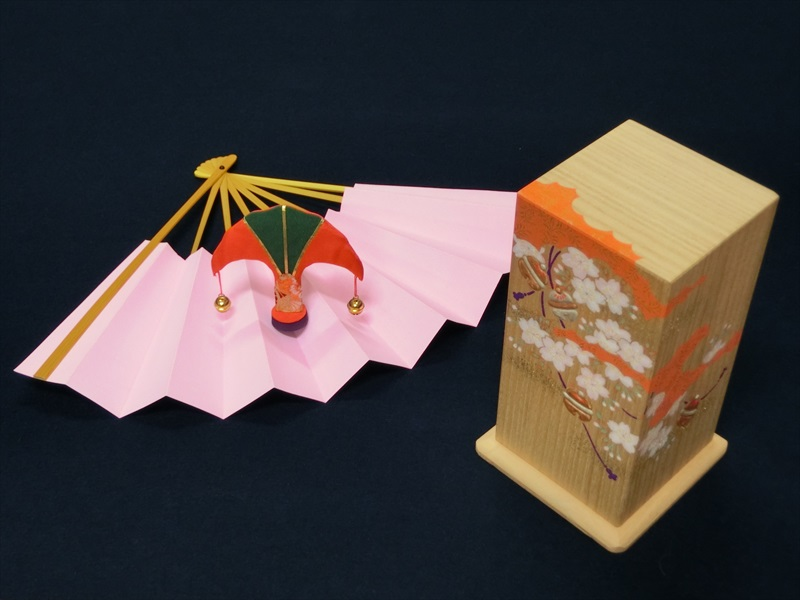
Ukifune (20 pontos)
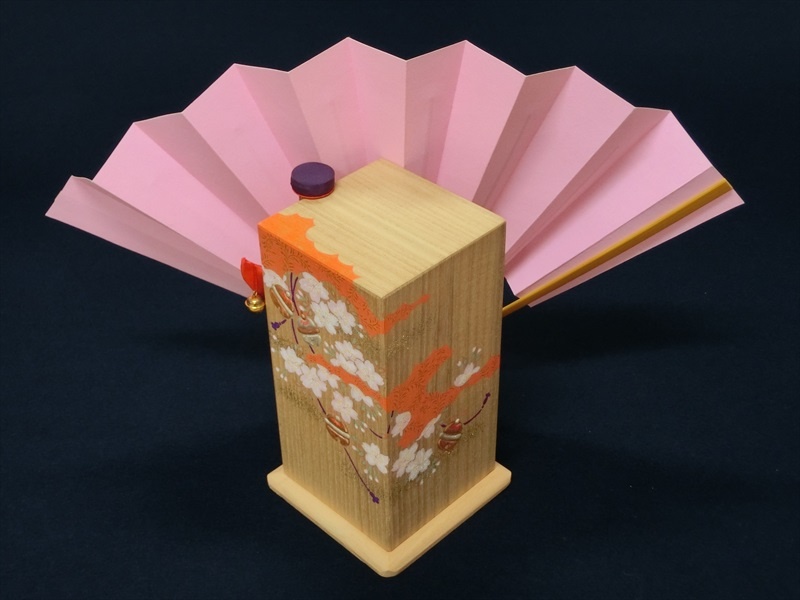
Kagerō (45 pontos)
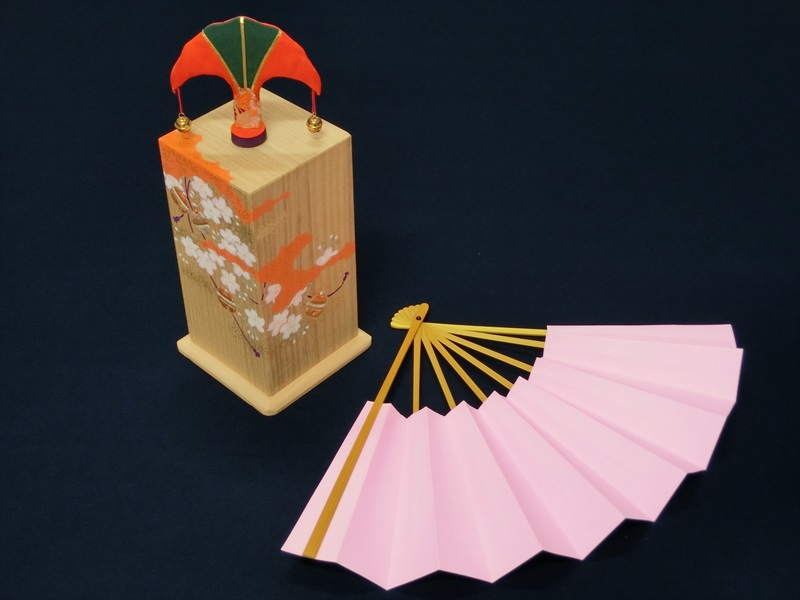
Tenarai (0 pontos)
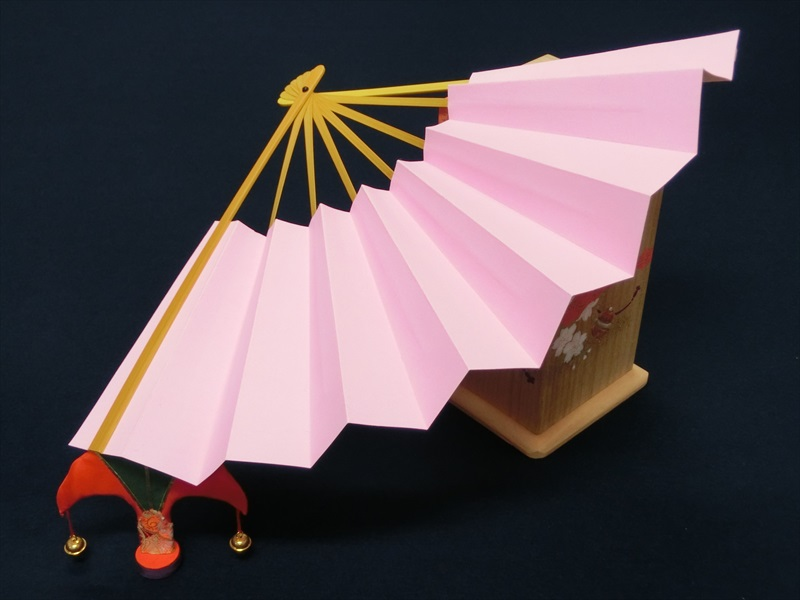
Yume no ukihashi (100 pontos)